# 115
Het jaar 115 is het 15e jaar in de 2e eeuw volgens de christelijke jaartelling.

## Gebeurtenissen

### Italië
- Sixtus I (115 - 125) volgt Alexander I op als de zevende paus van Rome.

### Egypte
- Begin van de Kitosoorlog: In Cyrenaica, Egypte en op Cyprus breken opstanden uit. In Cyrene worden tempels geplunderd en Romeinen vermoord.
- In Alexandrië steken Joodse opstandelingen de stad in brand, de graftombe van Gnaeus Pompeius Magnus wordt verwoest.

### Parthië
- Keizer Trajanus verovert Seleucië en Mesopotamië (voormalige Assyrische Rijk). Het Romeinse leger bereikt de Perzische Golf.

## Geboren
- Han Shundi, keizer van het Chinese Keizerrijk (overleden 144)
- Pausanias, Grieks aardrijkskundige en periegetes (overleden 180)